# Mario Lemieux
Mario Lemieux OC CQ ( /ləˈmjuː/ ; tiếng Pháp: [ləmjø] ; sinh ngày 5 tháng 10 năm 1965) là một cựu vận động viên khúc côn cầu trên băng chuyên nghiệp người Canada. Ông đã chơi trong 17 mùa giải National Hockey League (NHL) (toàn bộ sự nghiệp NHL của ông) với đội Pittsburgh Penguins từ năm 1984 đến năm 2006, và nắm quyền sở hữu đội này vào năm 1999. Biệt danh "The Magnificent One", "Le Magnifique" và "Super Mario" theo tên nhân vật hư cấu cùng tên, ông được nhiều người coi là một trong những vận động viên Hockey vĩ đại nhất mọi thời đại. Là một người chơi có năng khiếu và là một vận động viên trượt băng nhanh mặc dù có thể hình to lớn, Lemieux thường đánh bại những vận động viên phòng thủ khác.
Được gọi vào Penguins trong NHL Entry Draft năm 1984, Lemieux đã dẫn dắt Pittsburgh giành chức vô địch Stanley Cup liên tiếp vào các năm 1991 và 1992. Khi đội thuộc quyền sở hữu của ông, Penguins đã giành được thêm các danh hiệu vào các năm 2009, 2016 và 2017. Lemieux là người duy nhất ghi tên mình trên Cúp này với hai tư cách: là cầu thủ và chủ CLB. Ông cũng dẫn dắt Đội Canada giành huy chương vàng Olympic năm 2002, chức vô địch tại World Cup môn khúc côn cầu năm 2004 và Cup Canada năm 1987. Ông đã 4 lần giành Giải thưởng Lester B. Pearson - giải cầu thủ xuất sắc nhất bình chọn bởi các cầu thủ, 3 lần giành Hart Trophy với tư cách cầu thủ xuất sắc nhất (MVP) trong mùa giải NHL, 6 lần giành Art Ross Trophy với tư cách người ghi điểm nhiều nhất, và 2 lần giành Conn Smythe Trophy với tư cách là MVP vòng loại trực tiếp vào các năm 1991 và 1992. Lemieux là cầu thủ duy nhất ghi được một bàn thắng trong năm tình huống có thể xảy ra trong một trận NHL vào năm 1988. Vào thời điểm giải nghệ, ông là cầu thủ ghi điểm cao thứ bảy trong sự nghiệp của NHL với 690 bàn thắng và 1.033 đường kiến tạo. Lemieux đứng thứ hai trong lịch sử NHL với trung bình 0,754 bàn / trận trong sự nghiệp, chỉ sau Mike Bossy (0,762). Lemieux đứng thứ hai trong lịch sử NHL với trung bình 1.129 đường kiến tạo mỗi trận trong sự nghiệp, chỉ sau Wayne Gretzky (1.320). Ông cũng đứng thứ hai trong lịch sử NHL với trung bình 1.883 điểm mỗi trận, chỉ sau Wayne Gretzky (1.921).
Lemieux đã không bao giờ có thể chơi trọn vẹn một mùa giải, và trong sự nghiệp của mình, chỉ trong 6 năm ông mới được chơi từ 70 trận trở lên trong một mùa giải. Sự nghiệp của Lemieux bị cản trở bởi các vấn đề sức khỏe khiến ông chỉ chơi trong 915 trong tổng số tối đa 1.430 trận mùa giải chính từ đầu mùa giải 1984–85 đến trận cuối cùng của mùa giải 2005–2006. Lemieux ra mắt NHL vào ngày 11 tháng 10 năm 1984 và trận đấu cuối cùng của ông diễn ra vào ngày 16 tháng 12 năm 2005. Nhiều căn bệnh của ông bao gồm thoát vị đĩa đệm, ung thư hạch Hodgkin , viêm gân mãn tính của cơ gấp hông và đau lưng mãn tính đến mức ông phải nhờ người khác buộc dây giày trượt cho mình. Lemieux đã nghỉ thi đấu hai lần vì những vấn đề sức khỏe này, lần đầu tiên vào năm 1997 sau khi chiến đấu với bệnh ung thư hạch trước khi quay lại vào năm 2000, và lần thứ hai và cũng là lần cuối cùng vào năm 2006 sau khi được chẩn đoán mắc chứng rung nhĩ. Lemieux cũng bỏ lỡ toàn bộ mùa giải 1994–95 do bệnh ung thư hạch Hodgkin. Bất chấp việc vắng mặt lâu dài của ông, lối chơi của Lemieux vẫn ở đỉnh cao khi ông trở lại sân băng; và đã giành được Hart Trophy và danh hiệu ghi bàn trong các năm 1995–96 sau khi ngồi ngoài toàn bộ mùa giải trước đó, và Lemieux đã lọt vào chung kết Hart Trophy khi ông trở lại vào năm 2000. Năm 1999, ông mua đội Penguins khi đó đã phá sản và đội nhánh giải đấu nhỏ hàng đầu của họ, Wilkes-Barre / Scranton Penguins của Liên đoàn Khúc côn cầu Mỹ (AHL), và hiện là chủ sở hữu và chủ tịch chính của đội.
Sảnh Danh vọng Khúc côn cầu đã ghi tên Lemieux ngay sau khi ông giải nghệ lần đầu tiên vào năm 1997, từ bỏ thời gian chờ đợi ba năm thông thường; khi trở lại vào năm 2000, anh trở thành Hall of Famer thứ ba (sau Gordie Howe và Guy Lafleur ) tiếp tục thi đấu sau khi được giới thiệu. Tác động của Lemieux đối với NHL là rất đáng kể: Andrew Conte của Pittsburgh Tribune-Review gọi Lemieux là vị cứu tinh của Pittsburgh Penguins, và sau khi Lemieux giải nghệ, Wayne Gretzky nhận xét rằng “Bạn không thay thế những cầu thủ như Mario Lemieux... Môn thể thao này sẽ nhớ anh ấy." Bobby Orr gọi Lemieux là "cầu thủ tài năng nhất mà tôi từng thấy." Orr, cùng với Bryan Trottier và đông đảo người hâm mộ, suy đoán rằng nếu Lemieux không gặp phải nhiều vấn đề về sức khỏe, thì thành tích của ông sẽ còn vĩ đại hơn nhiều. Năm 2017, Lemieux được vinh danh là một trong " 100 cầu thủ NHL vĩ đại nhất ". Năm 2004, ông được giới thiệu vào Đại lộ Danh vọng của Canada.